# Rožmitál
Rožmitál (niem. Rosenthal) – dzielnica Broumova, dawniej wieś przygraniczna w Czechach, w kraju kralovohradeckim w Sudetach Środkowych.
Podgórska wioska, położona na północny zachód od Broumova na wysokości od 400 do 500 m n.p.m. we wschodniej części Kotliny Broumovskej, w Sudetach Środkowych – wysoczyzny między Górami Suchymi na północnym wschodzie a Bromowskimi Ścianami cz. Broumovské stěny na południowym zachodzie. Pierwsza wzmianka o wsi pochodzi z 1406 roku. Jest to rozciągnięta wieś, charakteryzująca się wąską i luźną zabudową budynków, położonych wzdłuż drogi, po obu stronach. Przez wieś płynie Černý potok (dopływ Ścinawki). W górnej części wsi czynne kamieniołomy.
We wsi zachowały się budynki gospodarcze w stylu broumowskim z XIX wieku, kaplica barokowa św. Floriana z 1742 roku zdobiona freskami oraz wiele przydrożnych krzyży i kapliczek.

## Turystyka
Przez wieś biegną szlaki turystyczne:
- zielony – prowadzący z Rožmitál do osady Janovičky.
- niebieski – prowadzący z Meziměstí przez Przełęcz pod Czarnochem do Broumova.